# Reina Roja (Palenque)

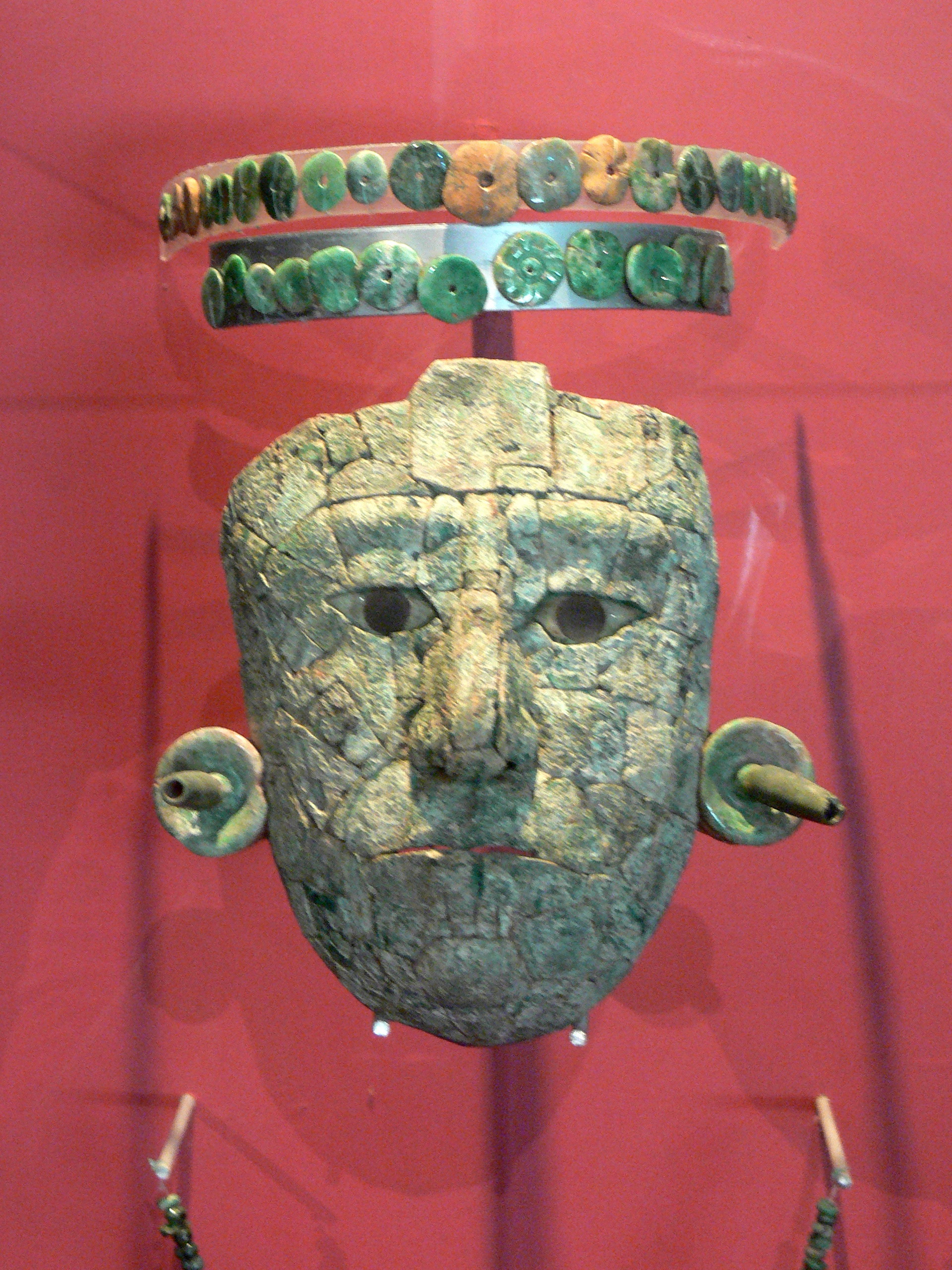
Diademas y máscara facial funeraria de la Reina Roja de Palenque. Fue reconstruida por Juan Alfonso Cruz, está conformada por ciento diecinueve piezas de malaquita, dos placas de obsidiana que simulan las pupilas, cuatro placas de jadeíta que simulan los iris, dos cuentas tubulares y dos circulares que forman las orejeras de jade.

Se conoce como la Reina Roja a la osamenta encontrada en 1994 en el Templo XIII de las ruinas arqueológicas de Palenque. Aunque su identidad todavía no se ha confirmado, las investigaciones sugieren que podría tratarse de Tz'akbu Ajaw, también conocida como Ahpo-Hel, quien era esposa del ahau Pakal “el Grande”.

## Hallazgo
El 11 de abril de 1994, cuando realizaba prácticas de excavación, la joven arqueóloga Fanny López Jiménez descubrió en el Templo XIII de Palenque una subestructura, una puerta y un pasillo que la llevó a encontrar tres recámaras, en una de ellas se encontraría el sarcófago de la Reina Roja. El hallazgo fue reportado a Arnoldo González Cruz, director del proyecto arqueológico de la zona, quien puso en marcha los trabajos de rescate. El 18 de abril fue descubierta la tumba y el 16 de mayo fue descubierto el sarcófago monolítico. Para el 31 de mayo, Fanny, Arnoldo y el equipo de arqueólogos lograron entrar a la cámara funeraria. El 1 de junio, la lápida, que había sellado el sarcófago por más de mil trescientos años, fue retirada de su lugar.

## Sarcófago y osamenta
El sárcofago mide 2,40 m de largo por 1,18 m de ancho, la cámara funeraria es un aposento abovedado que mide 3,80 m por 2,50 m. Sobre la lápida se encontraban un incensario y un malacate de hueso, y a los lados del sarcófago los restos óseos de un niño en el lado poniente y de una mujer en el lado oriental. De acuerdo a los rituales mayas, tanto el niño como la mujer corresponden a acompañantes o víctimas sacrificadas para escoltar a un noble en su viaje al inframundo.
Debido a que el sarcófago no cuenta con inscripciones, la identidad de la osamenta no ha podido ser establecida, no obstante, por las características y ubicación de la tumba se puede concluir que se trata de una persona de la más alta jerarquía en la sociedad maya. La osamenta apareció cubierta con cinabrio, mineral compuesto de mercurio y azufre de color rojo, que era utilizado para preservar los restos humanos. Precisamente por la pigmentación que adquirieron los restos mortales por el cinabrio, y porque perteneció a una mujer, tal y como lo confirmó el doctor Arturo Romano Pacheco al observar los huesos de la pelvis, la osamenta fue bautizada como la Reina Roja.
La cámara cuenta con un psicoducto, que es una pequeña perforación que se hacía en las tumbas para que los muertos pudieran comunicarse desde el inframundo o Xibalbá. Esta costumbre aún es utilizada por los mayas lacandones, quienes perforan el techo de las habitaciones en donde velan a sus muertos. Se encontraron, además, unas vasijas de color naranja que contenían varios huesos largos y dientes con incrustaciones humanos, ofrendas y caracoles. El esqueleto tenía una máscara mortuoria despedazada que fue fabricada con más de un centenar de piezas de malaquita y dos conchas que asemejan orejeras, una segunda máscara más pequeña, y también despedazada, hecha en jade que formaba parte de un cetro o cinturón, pulseras, cuentas circulares y un collar, el cráneo se encontraba coronado con una diadema propia de los nobles mayas (hombres y mujeres) [cita requerida]. En total, en el interior del sarcófago, se encontraron mil ciento cuarenta piezas de jadeíta, hueso, perlas y concha.

## Primeras investigaciones
El esqueleto fue trasladado a la Ciudad de México para su análisis. El doctor Romano estimó que la Reina Roja tenía una altura de 1,58 m y una edad de treinta y ocho a cuarenta años al momento de su muerte. De acuerdo con la tradición del período Clásico de la nobleza maya, su cráneo había sido deformado, desde que era pequeña, a una forma tabular oblicua mediante tablillas y vendas atadas a la cabeza. En su tibia izquierda se encontró el capullo de una larva de avispa que nunca alcanzó su estado adulto. El niño acompañante tendría entre ocho y once años en el momento de su muerte, la cual ocurrió por decapitación, por otra parte, la mujer acompañante tendría entre veinticinco y treinta y cinco años de edad, una altura aproximada de 1,55 m y habría muerto por extracción del corazón. Los cuerpos no habían sido colocados, sino simplemente arrojados; sirvientes sacrificados para seguir sirviendo a su señora en el más allá.

## Identidad

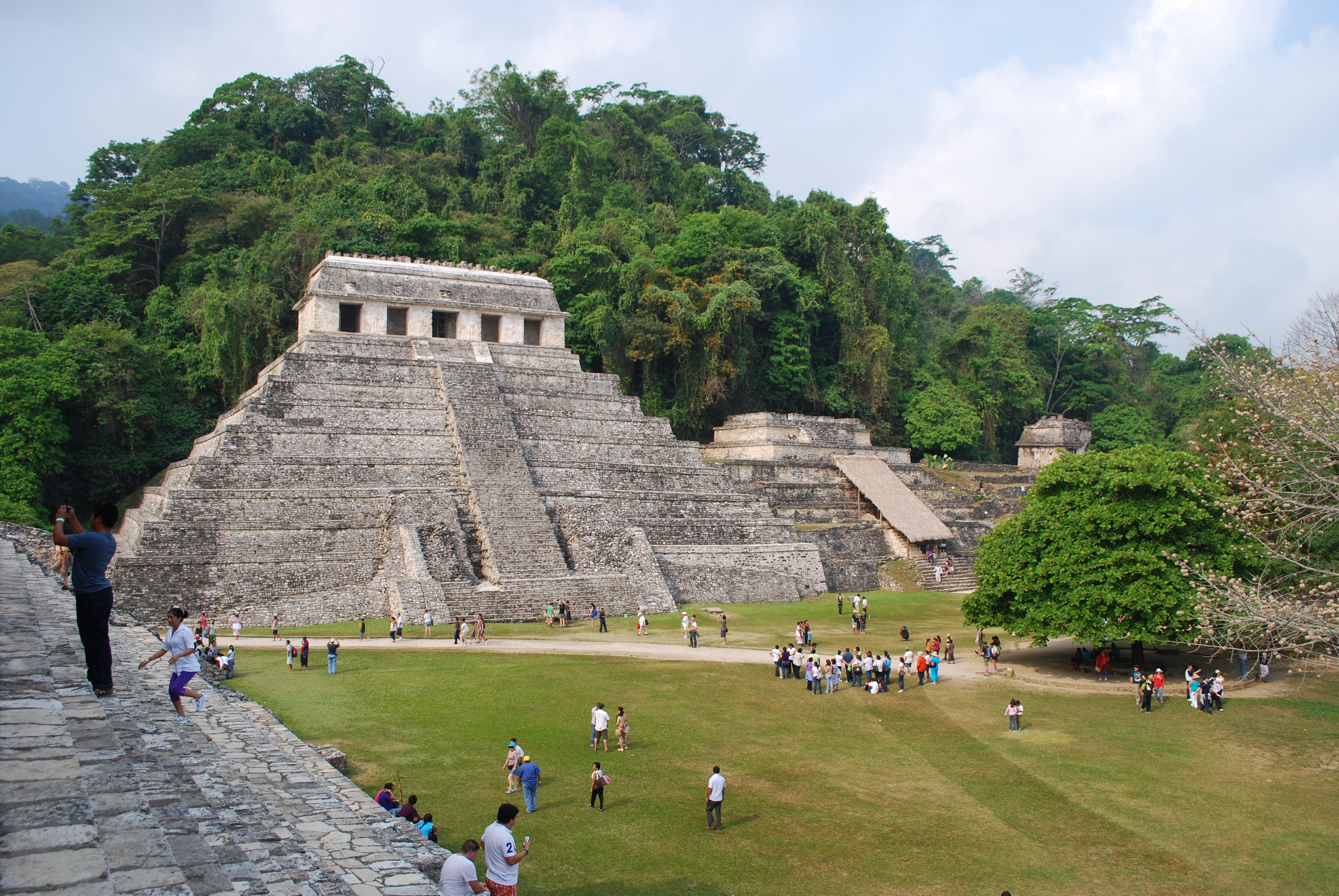
A la izquierda el Templo de las Inscripciones, en donde se encontró la tumba de Pakal el Grande, al centro el Templo XIII, ahora conocido como Templo de la Reina Roja, y a la derecha, casi cubierto por los árboles, el Templo de la Calavera.

En 1995, cuando Yuri Knórozov visitó México para asistir al III Congreso Internacional de Mayistas, le mostraron las primeras fotografías que fueron tomadas durante el rescate arqueológico de la osamenta. Knórozov creyó que correspondían a Guacamaya Blanca, una princesa que habría sido traída de Yaxchilán —ciudad estado aliada de Palenque que era gobernada en ese momento por Guacamaya Verde— para desposar al hijo del ahau. Sin embargo, para cuando la princesa llegó a Palenque, el hijo del ahau tenía ya otra esposa. De acuerdo a Knórozov, este episodio se encuentra descrito en el sarcófago de Pacal “el Grande”, supuso, además, que si Guacamaya Blanca no llegó a ser reina oficial, fue al menos heredera y regente, y que su muerte ocurrió durante una especie de golpe de Estado, el cual fue una catástrofe en Palenque. En julio de 1995, días previos a la celebración del Congreso, la epigrafista estadounidense Linda Schele opinó que la osamenta podría corresponder a la reina Yohl Ik'nal, bisabuela de Pakal “el Grande”, o bien, a su madre Sak K'uk', pero que sería necesario efectuar pruebas de ADN para corroborarlo, mientras que la epigrafista mexicana Maricela Ayala Falcón se inclinó por la opción de Sak K'uk', debido a que la mandíbula del esqueleto refleja un marcado prognatismo que coincide con los altorrelieves del sarcófago de Pacal “el Grande” en donde ella está representada.
Para continuar los estudios, la osamenta fue trasladada al laboratorio del Claustro de Sor Juana en la Ciudad de México, Donde el afamado especialista doctor Arturo Romano y la doctora Vera Tiesler dictaminaron que la Reina Roja tenía la dentadura en buen estado y había padecido osteoporosis en grado avanzado y artritis degenerativa. Pequeñas muestras de la Reina fueron enviadas al Instituto de Investigaciones Biomédicas de la Universidad Nacional Autónoma de México (UNAM) y al Centro de Investigación y de Estudios Avanzados del Instituto Politécnico Nacional para realizar estudios de ADN. Ambas instituciones concluyeron que era imposible realizar un estudio genético de los restos óseos debido a que el cinabrio había penetrado los huesos de la Reina Roja. En 1997, Vera Tiesler y María Barajas Rocha trabajaron en la restauración de la osamenta utilizando resina termoplástica paraloid B-72 para unir los huesos que se encontraban fragmentados, especialmente el cráneo.

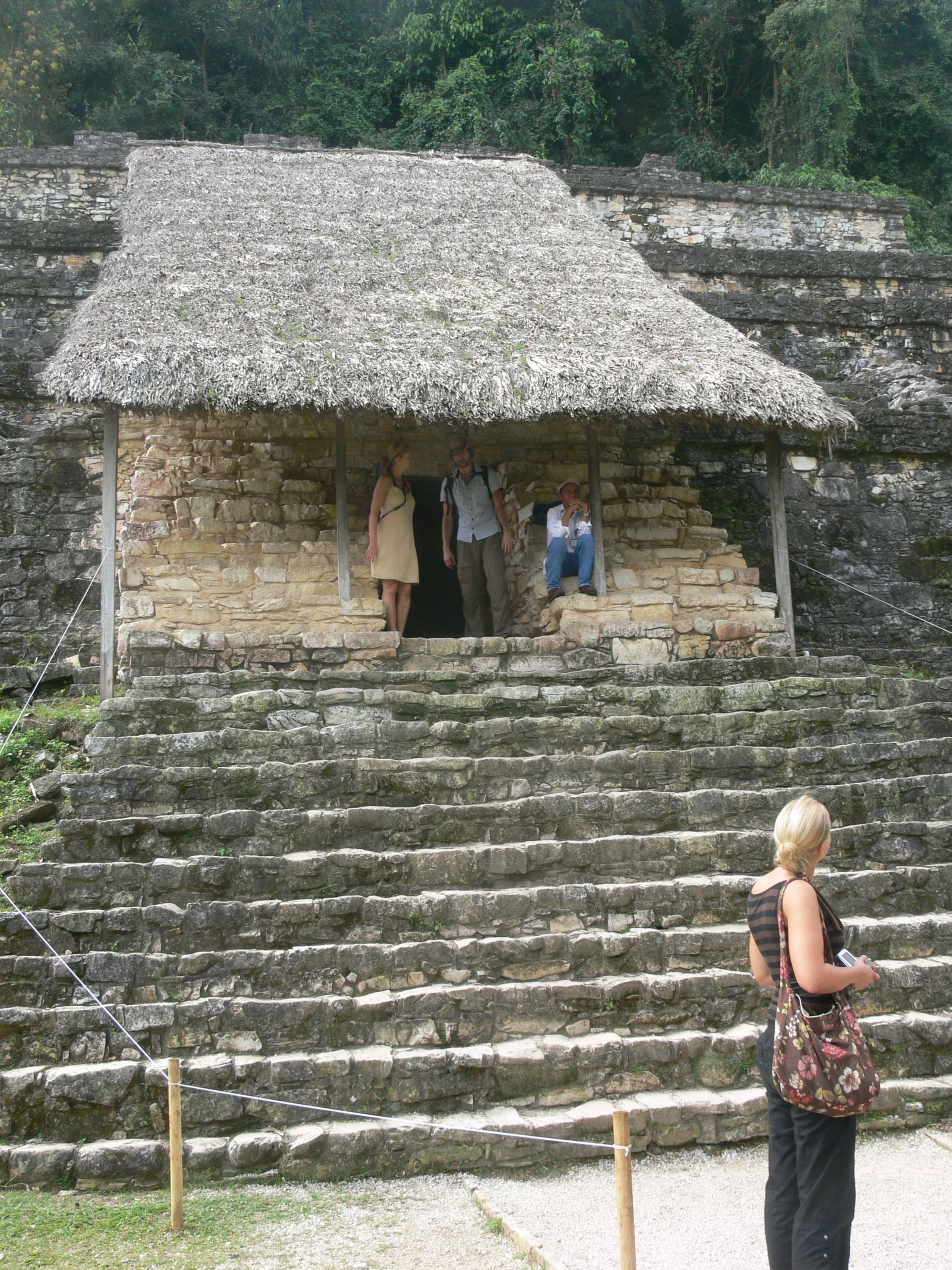
Acceso al interior del Templo XIII.

En 1999, el dibujante Edgar Gaytán, dirigido por Vera Tiesler y Arturo Romano, realizó los primeros dibujos por computadora de frente y de perfil del rostro de la Reina Roja sobre la base de fotoproyecciones del cráneo reconstruido, morfología de grupos indígenas tzeltales, tzotziles, lacandones y choles que habitan la zona de Palenque, así como las calcas de la estructura local que realizó Merle Greene Robertson. El retrato fue presentado durante las Mesas Redondas de 1999. Durante las Mesas Redondas se planteó la posibilidad de encontrar ADN nuclear o ADN mitocondrial libre de cinabrio en la pulpa de las piezas molares de la Reina. Por otra parte se decidió llevar a cabo estudios de isótopos estables y de estroncio de los dientes para hacer un análisis de paleodieta, con el cual se podría determinar si la Reina había nacido en Palenque o si procedía de otro lugar.
Después de elaborar una lista de mujeres importantes de la nobleza, Fanny López Jiménez sugirió que podría tratarse de Ix Kinnuw Mat (o Hun K'Anleum), también conocida como la Señora Cormorán o Señora Telaraña, quien fuese esposa del ahau K'an Joy Chitam II, gobernante palencano que fue capturado por sus enemigos de Toniná. Llegó a esta hipótesis porque el incensario encontrado sobre la lápida del sarcófago parece corresponder a la fase Murciélagos de los años 700 a 770 d. C., porque también había una figurilla fabricada de concha roja Spondiuls princeps que parece representar a la Reina en estado inerte o muerta, por el prognatismo que también se corresponde con la representación en altorrelieve del Tablero de los Esclavos y por la ausencia de inscripciones en el sarcófago. Esta hipótesis que descartaba a Yohl Ik'nal, quien murió en el 604, a Sak K'uk' quien murió en el 640 y a la propia Tz'akbu Ajaw, quien murió en el 672, fue presentada durante el IV Congreso Internacional de Mayistas con el apoyo de la epigrafista mexicana Maricela Ayala.
En 2004, Vera Tiesler y Andrea Cucina de la Universidad Autónoma de Yucatán, con la ayuda de los avances tecnológicos, continuaron estudiando el esqueleto de la Reina. Concluyeron que murió a los cincuenta y seis años de edad y que medía 1,55 m de altura. Asimismo, concluyeron que la Reina había padecido sinusitis crónica y que su dentadura indicaba un patrón dietético equilibrado a base de alimentos blandos y poco abrasivos. De acuerdo al análisis comparativo de los niveles de estroncio encontrados en la misma dentadura, se concluyó que la Reina no había nacido en la zona de Palenque. Se enviaron nuevas muestras óseas para estudios de ADN al PaleoDNA Laboratory, dirigido por el arqueólogo molecular Carney Matheson, de la Universidad de Lakehead en Thunder Bay, Ontario, con el objetivo de investigar la posible filiación biológica entre la Reina y Pakal “el Grande”. En caso de resultar positivos los resultados, sería más probable que la osamenta fuese de su madre Sak K'uk', y no de su bisabuela Yohl Ik'nal, por los vestigios arqueológicos encontrados en el Templo XIII; en caso de resultar negativos, las probabilidades se centrarían con su esposa Tz'akbu, o bien con Ix Kinnuw Mat.

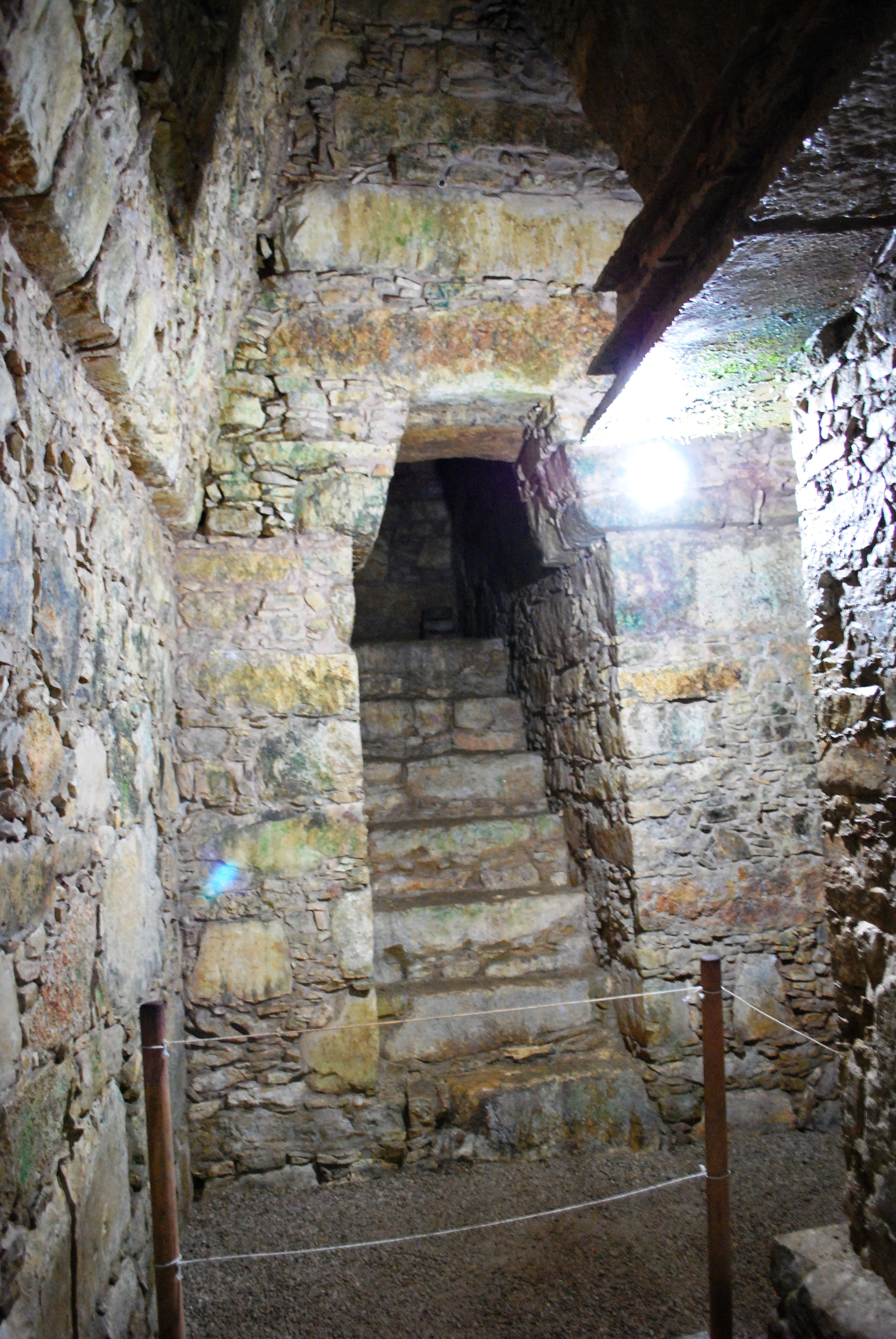
Interior del Templo XIII

La máscara facial de malaquita que se había encontrado fragmentada en el sarcófago fue restaurada por Juan Alfonso Cruz con la supervisión de Arnoldo González Cruz. El proceso de reconstrucción se llevó a cabo en un tiempo de nueve meses, se utilizó resina araldite para no afectar a la malaquita. Debido a que en la zona de Palenque no existen depósitos de este material, los arqueólogos suponen que la malaquita procede de las costas de Guerrero o Sinaloa y que fue obtenida mediante un intercambio comercial de los mayas. De igual forma, la máscara más pequeña, conformada por ciento seis piezas de jadeíta y dos placas de obsidiana, fue restaurada. Ambas máscaras se exhibieron en el Museo Nacional de Antropología durante la muestra Rostros mayas: linaje y poder de 2004.
Después de comparar la fisonomía del cráneo y de la máscara facial restaurada contra la iconografía de los rostros de Sak K'uk', Tz'akbu e Ix Kinnuw Mat —reflejada en el sarcófago de Pakal, el Tablero Oval y el Tablero de los Esclavos—, Vera Tiesler y Andrea Cucina se inclinaron por la opción de Tz'akbu Ajaw. Respaldaron su hipótesis con la evidencia arqueológica y tafonómica encontrada en el Templo XIII, ahora conocido como el Templo de la Reina Roja. Muestras de los huesos de los acompañantes de la Reina —los cuales estaban libres de cinabrio— fueron sometidos a pruebas de datación por radiocarbono (Rc 14) en Miami, el promedio de los registros combinados de las dos víctimas indica que fueron sacrificados entre el año 620 y el 680. Adicionalmente, el cráneo de la Reina Roja fue escaneado para fabricar una réplica en resina, la cual fue enviada a la artista forense Karen T. Taylor, en Austin, Texas, para confeccionar una escultura en tres dimensiones de la cabeza de la Reina.
Después de dos años de análisis, los estudios comparativos de ADN realizados por el doctor Carney Matheson indicaron que no existe ningún parentesco directo entre Pakal “el Grande” y la Reina Roja. La mayor parte de las ofrendas encontradas en la cámara funeraria fueron restauradas para exhibirse en el museo “Alberto Ruz Lhuillier”, algunas de ellas indican que los materiales utilizados corresponden al complejo cerámico Otulum, el cual fue fechado en el lapso del año 600 a 700 d. C., es decir, fechas cercanas a la época de Pakal “el Grande”, en cuyo sarcófago también se encontró el capullo de una larva de avispa.
Si bien la comunidad de arqueólogos se inclina a pensar que la identidad de la Reina Roja corresponde a Tz'akbu Ajaw (Ahpo-Hel), esposa de Pakal “el Grande”, se espera encontrar en el futuro la tumba de alguno de sus hijos —K'inich Kan Balam II, K'an Joy Chitam II o Tiwol Chan Mat—, para practicar los correspondientes estudios de ADN y reforzar esta hipótesis.

## Traslado de osamenta a Palenque
El 15 de junio de 2012, después de haber permanecido dieciocho años en la Ciudad de México para su estudio, las osamentas de la Reina Roja y de sus acompañantes fueron trasladadas a una bodega de resguardo en la zona arqueológica de Palenque. No fue posible regresarlas a la cámara funeraria por las condiciones de humedad que presenta el Templo.